# The Platters
The Platters је америчка музичка група основана 1952. године. Важе за једну од најуспешнијих вокалних група педесетих година ХХ столећа и раног рокенрола.
Група је имала више састава током година, чиме је постала препозната као бренд „Многи гласови једно име“. Најуспешнији издање бенде чинили су главни тенор Тони Вилијамс, Дејвид Линч, Пол Роби, оснивач и члан Херб Рид, и Зола Тејлор. Група је имала 40 синглова који били пласирани на  Billboard Hot 100 у периоду између 1955. и 1967. године, укључујући четири прворангиране песме. 1990. група је уврштена у Рокенрол кућу славних.
Бенд је формиран у Лос Анђелесу 1952. године и изворно им је био менаџер Ралф Бас.
Изворну састав групе чинили су: Херб Рид, Алекс Хоџ, Корнел Гантер и Џои Џеферсон.

Бенд се суочио са низом правних проблема и изазова око ауторства својих песама. 